# Festivalna dvorana Bled
Festivalna dvorana Bled je dvorana na Bledu, kjer uprizarjajo različne kulturne dogodke (plesni in pevski nastopi, različne razprave pomembnih oseb... včasih pa celo tudi opere). Stoji v bližini jezera in OŠ prof. dr. Josipa Plemlja Bled. Včasih tam tudi uprizarjajo predstave za učence, v njih pa nastopajo njihovi sošolci.